# 菅原早樹
菅原 早樹（すがわら さき、1962年9月13日‐）は、日本の歌手、性教育アドバイザー。
兵庫県西宮市生まれ。上方落語の重鎮・二代目露の五郎兵衛の次女。舞台芸術学院卒業後、関西単立バプテスト神学校 聖書・クリスチャン音楽科を卒業。「おしゃべり賛美家」として、コンサートや老人ホームでの公演など、幅広く活躍。
東日本大震災以降は被災地での支援コンサートを続けてきた。
公益社団法人小さないのちのドア・アンバサダーとして、全国各地で「いのち」の大切さ、性教育に関する講演活動を行っている。
双子の姉は落語家の露のききょう。